# Kultura oksywska
     grupy nordyckie
     kultura jastorfska
     grupa Harpstedt-Nienburg
     plemiona celtyckie
     kultura przeworska
     grupa gubińska
     kultura oksywska
     kultura wschodniobałtycka strefy leśnej
     kultura kurhanów zachodniobałtyjskich
     kultura zarubiniecka
     grupy estońskie
     grupy trackie
     kultura Poieneşti-Lukaševka

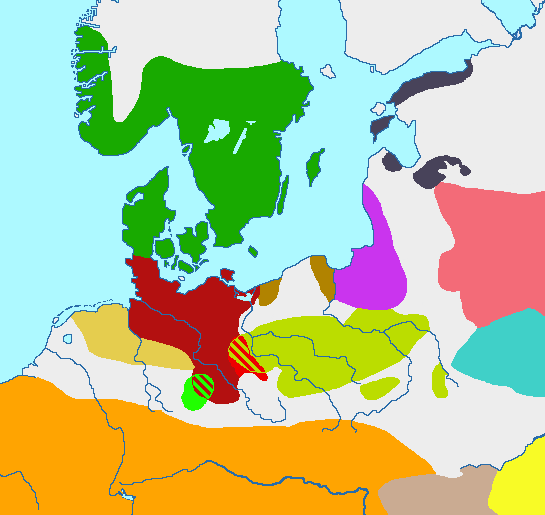
Kultury archeologiczne okresu przedrzymskiego epoki żelaza (600 lat p.n.e. – I w. p.n.e.)
grupy nordyckie
kultura jastorfska
grupa Harpstedt-Nienburg
plemiona celtyckie
kultura przeworska
grupa gubińska
kultura oksywska
kultura wschodniobałtycka strefy leśnej
kultura kurhanów zachodniobałtyjskich
kultura zarubiniecka
grupy estońskie
grupy trackie
kultura Poieneşti-Lukaševka

Kultura oksywska – kultura archeologiczna epoki żelaza, której wyróżniki zostały wydatowane na II w. p.n.e. do I w.n.e.

## Kryteria wydzielenia
Kultura oksywska została wyróżniona na podstawie występujących w jej obrębie charakterystycznych przedmiotów metalowych oraz form ceramiki. Jej nazwa pochodzi od Oksywia – dzielnicy miasta powiatowego Gdyni (woj. pomorskie), gdzie odkryto jedno z pierwszych stanowisk (cmentarzysko) tej kultury. Wyniki badań nad tym stanowiskiem nigdy nie zostały opublikowane, a materiał zabytkowy przepadł.
Obecnie w wyniku weryfikacji materiału archeologicznego, form ceramicznych i metalowych, obrządku pogrzebowego i ornamentyki naczyń, kulturę oksywską traktuje się jako jedną z grup kultury jamowej (powrót do koncepcji Kostrzewskiego) lub jako grupę lokalną kultury przeworskiej.

## Chronologia, geneza i zanik
Proces powstania kultury oksywskiej nie został w pełni wyjaśniony. Stworzono dwie zasadnicze teorie odnośnie do powstania tej kultury;, pierwsza, sporządzona przez J. Kostrzewskiego (1951) zakłada jej ewolucję z kultury pomorskiej. Autor ten argumentuje to podobieństwem pewnych form ceramiki i zabytków metalowych, rzadko pojawiającej się ceramiki w wyposażeniu grobowym oraz zajmowaniem przez obie kultury zbliżonego terenu. Jednak późniejsi badacze (R. Wołągiewicz, H. Machajewski, A. Strobin, E. Bokiniec) zanegowali tę tezę, zauważając, iż podobne cechy kultury materialnej widoczne były także w kulturze jastorfskiej oraz kręgu północnoeuropejskim, co dotyczy także słabo poświadczonego zwyczaju umieszczania ceramiki wśród darów grobowych (wyjątkiem jest tu północna Dania, lecz region ten – Vendsyssel – wyraźnie odcina się w tym okresie od reszty kręgu północnoeuropejskiego i kultury jastorfskiej, a znajduje analogie w kulturze przeworskiej). Argument zbliżonego terytorium został obalony przez R. Wołągiewicza, który zauważył, iż o ile stanowiska kultury pomorskiej są mniej więcej równomiernie rozłożone na terenie Pomorza, o tyle kultury oksywska skupiona jest w wąskim pasie doliny Wisły i pobrzeżu Słowińskim, aż do pobrzeża Drawskiego. Dodatkowo otwartą pozostaje kwestia zaniku kultury pomorskiej, a większość badaczy skłania się ku tezie, iż mogła ona funkcjonować jeszcze w młodszym okresie przedrzymskim, w takim wypadku kultury oksywska i pomorska współwystępowałyby przez pewien okres na terenie Pomorza. Wobec tej argumentacji większość badaczy odrzuca teorię Kostrzewskiego. 
Dla rozważań nad genezą tej kultury ważne jest stwierdzenie faktu zróżnicowania materiałów tej kultury, gdzie w zachodniej części widać wyraźne wpływy jastorfskie, a wschodniej – celtyckie, co nie może dziwić w związku z coraz mocniej poświadczonym osadnictwem celtyckim na Kujawach, dodatkowo zaś kultura ta bardzo dobrze wpisuje się w typowy schemat materialny kultur osiadłych wokół Morza Bałtyckiego. Wobec tego wszystkiego należy rozważyć genezę analogiczną do genezy kultury wielbarskiej – pojawienie się na tych terenach nowej grupy ludności ze Skandynawii.
Kultura oksywska zanika wraz z końcem fazy A3 młodszego okresu przedrzymskiego, choć w niektórych pochówkach okresu rzymskiego przeżywają jeszcze pewne jej cechy. W jej miejsce pojawia się kultura wielbarska, identyfikowana z plemieniem Gotów. Wydzielona została na podstawie znaczących różnic w obrządku pogrzebowym i kulturze materialnej.

## Obszar występowania i kontekst kulturowy
Zjawiska charakterystyczne dla kultury oksywskiej występowały na terenach: Pomorza Wschodniego i Środkowego, dolnego Powiśla, ziemi chełmińskiej, Pobrzeża Kaszubskiego i Wybrzeża Słowińskiego.
W wytwórczości metalurgicznej oraz w obrządku pogrzebowym widoczne są wpływy kultury jastorfskiej oraz przeworskiej na kształtowanie się fenomenu kultury oksywskiej.

## Charakterystyczne wytwory kulturowe
Najbardziej charakterystycznymi wyróżnikami kultury oksywskiej są przedmioty metalowe, takie jak często występujące miecze jednosieczne, groty oszczepów z zadziorami oraz formy ceramiki – naczynia z tendencją do wysoko umieszczonej największej objętości brzuśca, najczęściej przybierające kształty jajowate, beczułkowate lub situlowate. W wyniku szerszego opracowania porównawczego teza o odmienności form ceramiki została podważona, w szerszym kontekście nie można zaobserwować dystynktywnych cech dla tego ugrupowania poza znacznie mniejszą liczbą naczyń ornamentowanych. Ludność kultury oksywskiej wytwarzała przedmioty metalowe bazując na własnych, miejscowych rudach wysokofosforowych. Wytwórczość przedmiotów metalowych często była inspirowana wyrobami kultury jastorfskiej – np. klamerki do pasa. Co charakterystyczne, w obrębie kultury oksywskiej dysponowano trzema rodzajami metali, które świadomie stosowano do wyrobu określonych przedmiotów.

## Osadnictwo
Ludność, która utożsamiana jest z kulturą oksywską, zamieszkiwała osady o charakterze otwartym. Występowały na ich terenie głównie budowle mieszkalne o konstrukcji słupowej, oraz budowle gospodarcze. Znane są także przykłady osad tymczasowych z lekkimi budowlami mieszkalnymi – półziemiankami i budowlami typu szałasowego.

## Obrządek pogrzebowy
U ludności kultury oksywskiej stosowane było ciałopalenie z dominującą rolą grobów jamowych. Występowały także groby popielnicowe – obsypane szczątkami stosu lub czyste. Zdarzało się także, że zamiast klasycznej popielnicy używano w pochówku pojemnika z materiału organicznego. Cechą charakterystyczną pochówku w kulturze oksywskiej było umieszczanie nad grobami stel lub kamiennych bruków. W schyłkowej fazie tej kultury pojawiają się groby szkieletowe. Zmarłych wyposażano podobnie jak w kulturze przeworskiej, a dary grobowe były analogicznie niszczone oraz przepalane.

## Gospodarka
Gospodarka kultury oksywskiej bazowała na rolnictwie – uprawie jęczmienia i pszenicy oraz hodowli bydła i owiec.